# Diecezja Dungu-Dorumy
Diecezja Dungu-Dorumy – diecezja rzymskokatolicka  w Demokratycznej Republice Konga. Powstała w 1958 jako prefektura apostolska Dorumy. diecezja od 1967, jako diecezja Dorumy-Dungu od 1970, pod obecną nazwą od 2023.

## Biskupi diecezjalni
- Guillaume van den Elzen OSA (1958–1983)
- Emile Aiti Waro Leru'a (1983–1989)
- Richard Domba (1994–2021)
- Emile Mushosho Matabaro (od 2022)